# Túnel subfluvial Raúl Uranga-Carlos Sylvestre Begnis
El Túnel Subfluvial Raúl Uranga – Carlos Sylvestre Begnis, también conocido como Túnel Uranga-Begnis, Túnel Paraná-Santa Fe o hasta 2001 como Túnel Subfluvial Hernandarias, nombre por el cual era conocido Hernando Arias Saavedra, [yerno de Juan de Garay que, partiendo de la vieja Santa Fe de la Vera Cruz, (hoy Cayastá, donde se emplazan sus ruinas), pasó a la margen izquierda poblando la costa Entrerriana], es un corredor subterráneo-subfluvial construido en Argentina bajo el lecho del Río Paraná, entre las provincias de Santa Fe y Entre Ríos. El mismo fue proyectado para comunicar a las capitales de ambas provincias (Santa Fe de la Vera Cruz y la ciudad de Paraná), situadas una frente a la otra en las orillas del mencionado río. Este túnel, además de cumplir la función de conectar a las redes de tránsito rodado de ambas provincias, constituyó el primer nexo efectivo de comunicación entre la Mesopotamia argentina y el resto del país, ya que las obras de su construcción dieron inicio en el año 1962 y fueron efectivamente inauguradas en 1969. La construcción de este viaducto, fue responsabilidad de la compañía alemana Hochtief AG, mientras que los planos fueron obra de la empresa argentina SAILAV S. A.
Si bien la solución natural hubiese sido la elección de un puente, los gobiernos provinciales solo pudieron escoger ese atípico formato por la falta de colaboración del Estado nacional, a quien corresponde la jurisdicción sobre los espejos de agua. En 1960 firmaron un tratado interprovincial proyectando la tarea compartida, y en junio del año siguiente se dio comienzo a las obras. Fue inaugurado el 13 de diciembre de 1969, y bautizado con el nombre de Hernandarias de Saavedra, primer gobernador criollo del Río de la Plata, de la época colonial.
La estructura del túnel tiene una longitud de 2937 m, a los que se suman las rampas de acceso y caminos de convergencia para dar un total de unos 3497 m. Está construida a base de segmentos cilíndricos de 64 × 10,8 m, acoplados y enterrados en el fondo limoso del río. En su cota más profunda, el techo del túnel se encuentra a unos 32 metros bajo la superficie del río. El flujo de aire se regula por un sistema de ventilación forzada; la iluminación se ajusta automáticamente a las condiciones exteriores.
Aunque el túnel dispone actualmente solo de calzadas vehiculares, está en pie la infraestructura para integrarlo con el trazado ferroviario.
En 2001, tras once años de gestiones, se estableció su actual nombre, "Raúl Uranga - Carlos Sylvestre Begnis", como un homenaje a los gobernadores de Entre Ríos y Santa Fe, respectivamente, que hicieron posible la concreción de la obra.
La conexión vial entre Paraná y Santa Fe por el túnel subfluvial presenta un flujo de aproximadamente 10 000 vehículos diarios. El tránsito que pasa por el viaducto es en un 70 % de origen regional.

## Características principales
Tiene una longitud de 2397 metros el tramo entubado, de los cuales se agregaron dos rampas de acceso de 271 metros cada una (longitud total 3479 metros). La profundidad mayor es de 29,51 metros ―equivalente a 32 metros cuando se compara con el nivel medio del río―. La pendiente máxima en las entradas al túnel es de 3,5 %. Se utilizaron 36 tubos y uno extra de longitud menor, construidos en un dique seco ubicado aguas abajo del eje del túnel, en la orilla izquierda (o sea sobre la ribera de la ciudad de Paraná). 
Cada tubo tiene forma cilíndrica, y aproximadamente 64 metros de longitud, y 10,8 metros de diámetro y 14 metros de profundidad y una solera de 30-50 cm de espesor.
En la construcción se usó material de la zona como cemento, canto rodado, hierro de alta resistencia, hierro común y arena. Fueron impermeabilizados en el lado exterior con 3 manos de resina poliéster reforzadas con lana de vidrio. Cada tubo tiene una longitud de 65,45 metros, un peso de 4500 toneladas, el diámetro exterior es de 10,80 metros y el interior de 9,80 metros. La pared tiene un espesor de 0,50 metros. La pasarela o vereda lateral tiene un ancho de 0,95 × 1,20 metros, sobreelevada respecto a la calzada. La calzada tiene un ancho de 7,50 metros, y un espesor de 0,43 metros (dos manos de tránsito). La altura libre desde la calzada al cielorraso es de 4,41 metros.
El túnel cuenta con áreas de prevención y vigilancia. Cuenta con iluminación de 5000 tubos fluorescentes dentro del túnel y rampas de acceso, cuentan con grupos electrógenos de arranque automático que suministra un servicio reducido durante la interrupción. Circuito cerrado de televisión que permite observar la circulación de vehículos dentro del túnel. En el interior hay 14 cámaras televisoras ubicadas cada 200 metros, que en la Sala de Comando se reflejan en 14 pantallas.
Visibilidad: la medición se efectúa en tres lugares, con una distancia de 600, 1300 y 1900 metros desde la boca de entrada del túnel, del lado de la ciudad de Paraná.
Para el control del monóxido de carbono se han ubicado dos aparatos analizadores de gas. Cada uno de ellos toma pruebas en 6 tomas distintas, ubicadas cada 200 metros, y a 70 cm de altura sobre la calzada.
Renovación de aire puro: tiene lugar de 3 a 4 minutos, y se ha fijado un caudal máximo de 400 m³ por segundo, mediante cuatro ventiladores especiales, 2 de inyección de aire puro y 2 extracción de aire viciado, instalados en dos torres.
Cuenta con teléfonos, equipos de detección y extinción de incendios ubicados dentro del túnel.
Control de velocidad: Lo efectúa el operador de sala de comando por medio de un cronómetro por medio de los televisores.

## Historia
Antes de la realización de la obra se cruzaba desde Paraná a Santa Fe por una balsa.

### ¿Por qué un túnel subfluvial y no un puente?

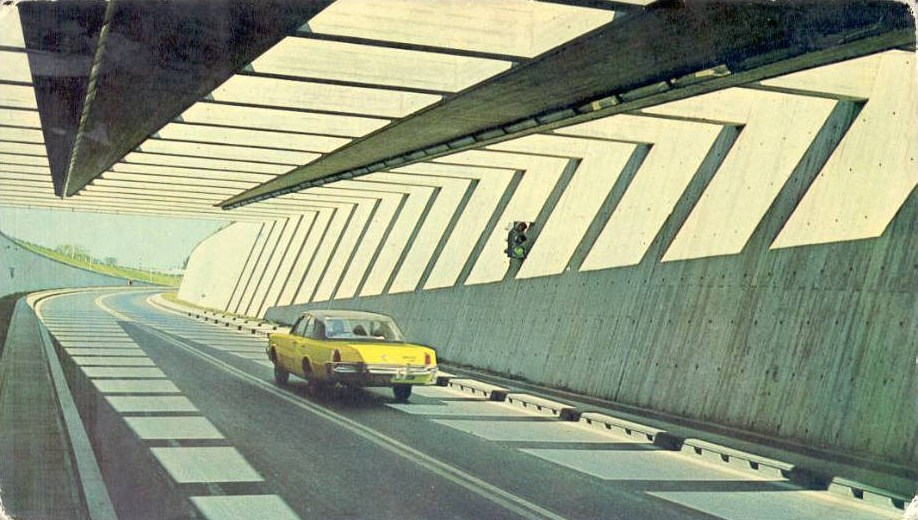
Salida del túnel Paraná (ca. 1970).

Como el espacio aéreo ―junto con el espejo de los ríos― pertenece al Estado nacional argentino, ambas provincias habían presentado varios proyectos de puentes que fueron invalidados por el Estado nacional. Entonces los gobernadores resolvieron un instrumento jurídico previsto en la Constitución de la Nación Argentina, el cual es la celebración de tratados destinados a resolver problemas comunes, que utilizaron para construir un túnel subfluvial, ya que la zona ubicada por debajo del lecho del río no pertenece a la jurisdicción nacional.

### Presentación de los proyectos para la conexión (1911-1941)
La presentación de proyectos para conectar las dos provincias se sucedieron infructuosamente desde 1911 hasta agosto de 1941, fecha en que el Poder Ejecutivo nacional de Argentina creó una comisión encargada de proyectar un túnel. Hubo que esperar más de una década y recién en el año 1952, la labor fuera delegada a los ingenieros Ernesto Algelt y Carlos Laucher; quienes entonces se instalaron en Paraná por el período de diez días para elaborar un croquis preliminar del túnel.

### Ingenieros del proyecto (1952-1955)
En 1954, el gobierno de Entre Ríos les encomendó un estudio de factibilidad y les solicitó la redacción del anteproyecto; el cual fue aprobado por el Poder Ejecutivo de Entre Ríos en mayo del año 1955.

### Año 1956: obra de interés nacional
En 1956, durante una de las dictaduras militares en Argentina, el general Manuel Calderón ―interventor de la provincia de Entre Ríos―, mediante el Decreto N.º 7122, declaró la obra de interés nacional.

### Año 1957: licitación
En 1957, habiéndose presentado diferentes empresas estadounidenses, europeas y la argentina SAILAV con el fin de realizar el proyectado túnel, el Poder Ejecutivo estableció que este trabajo se realizaría mediante el sistema de concesión pública; por lo que el Ministerio de Obras Públicas de la Nación Argentina, llamó a licitación para los estudios, la construcción, la financiación y explotación de este nexo subacuático.

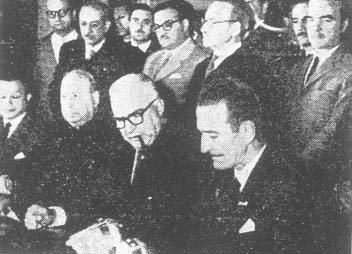
En 1960, los gobernadores Raúl Uranga (Entre Ríos) y Sylvestre Begnis (Santa Fe) firmaron el tratado interprovincial del túnel subfluvial.

### Año 1960: tratado interprovincial
Los distintos cambios de gobierno que sufría la Argentina fueron retrasando el proyecto.
El 15 de junio de 1960, los gobernadores Raúl Uranga de Entre Ríos y Carlos Begnis de Santa Fe suscribieron el histórico tratado interprovincial para la construcción de un túnel carretero subfluvial.
Los costos de la obra se repartirían entre partes iguales entre las dos provincias; el 29 de junio de 1961, se realiza una licitación pública internacional, y se adjudica la confección del proyecto a un consorcio conformado por tres empresas:
- SAILAV SA, empresa argentina que concibió el proyecto.
- HOCHTIEF AG, empresa de Essen (Alemania) que llevó a cabo el proyecto.
- VIANINI SPA (de Roma, Italia), que efectuó el dragado del Paraná en la zona de emplazamiento de la obra).

### Año 1962: inicio de la obra

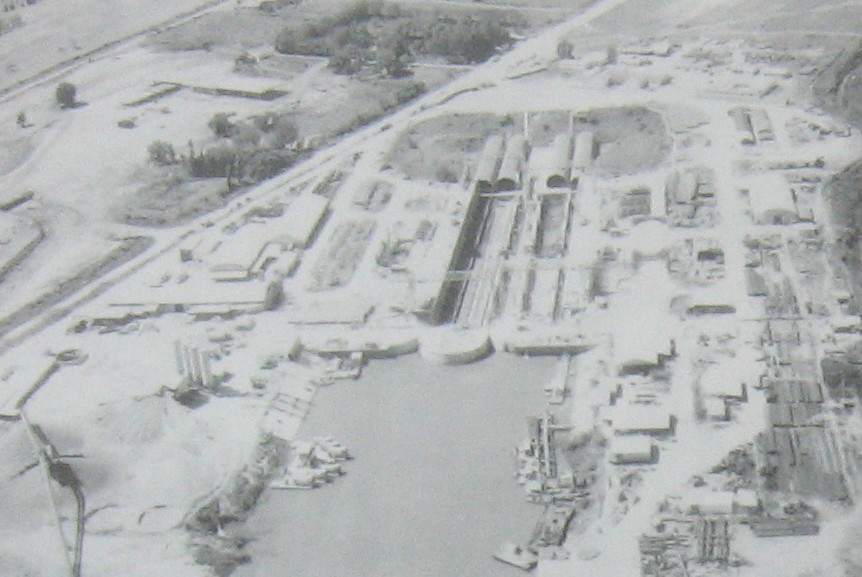
Vista aérea de las obras.

El 3 de febrero de 1962, después de que el presidente Arturo Frondizi, colocara la piedra fundamental en la costa santafesina, se dio inicio a las obras del túnel subfluvial que originalmente llevó el nombre de «Hernandarias», en recuerdo a Don Hernando Arias de Saavedra, primer criollo que gobernó esta parte del continente.
En 1963 el Gobierno federal declaró estos trabajos de prioridad nacional, respaldo que se siguió manteniendo aún en 1965, pese a las grandes dificultades económicas y financieras del momento, ya que los gobernadores Aldo Tessio y Carlos Raúl Contín continuaron prestando el apoyo a la ejecución de la obra.

## La construcción
Trabajaron en la construcción cerca de 2000 personas. Su concreción demandó una inversión cercana a los 23 000 millones de pesos.

## Problemas durante la construcción
Durante el dragado del lecho se tuvieron que contratar hasta 15 buzos diarios, ya que no podían permanecer bajo el agua más de una hora debido a que la arena era demasiado fina y las paredes de la zanja eran sometidas a la fuerte correntada y se desmoronaban; la excesiva profundidad que se tuvo que alcanzar hasta encontrar suelo firme sometía a los buzos a grandes presiones.
Durante el proceso de construcción perdieron la vida cuatro operarios, por diferentes causas.
En abril de 1969 se colocaron en su lugar los dos últimos tubos, y en marzo se abrió la última compuerta. El 13 de diciembre de 1969, el presidente Juan Carlos Onganía, junto con los gobernadores Eladio Modesto Vázquez (de la provincia de Santa Fe) y Ricardo Favre (de la provincia de Entre Ríos), cortaron la cinta que abrió el paso de este cruce subfluvial.

## Proyecto de una nueva construcción
Existe el interés por parte de las provincias de Entre Ríos y de Santa Fe, de realizar un puente entre las dos provincias con la ayuda del estado Nacional. En junio de 2009, el gobernador de Entre Ríos Sergio Urribarri, le solicitó a la presidenta Cristina Fernández de Kirchner la construcción de un nuevo puente ferrovial entre Paraná y la provincia de Santa Fe.
El Poder Ejecutivo de la provincia de Entre Ríos, creó por decreto una Unidad Ejecutora para la realización del estudio de prefactibilidad de una nueva conexión física entre ambas capitales. A este grupo de estudio se lo ubicó en las instalaciones del túnel subfluvial Uranga-Sylvestre Begnis y está a cargo del Ingeniero Francisco Leiva.

### Argumentos para la nueva conexión interprovincial
Los argumentos que defienden la necesidad de una conexión complementaria del túnel entre Paraná y Santa Fe, se deberían al desarrollo geopolítico de la región, por los futuros flujos de cargas, el tránsito, en forma creciente, aportado por el intercambio entre el noreste argentino y Brasil.
La estimación del costo mínimo de un puente ferrovial está en el orden de los 1000 millones de dólares, pero contando la construcción de las cabeceras y de las rutas de acceso, el valor sería de aproximadamente de 1500 millones de dólares, este emprendimiento requiere de un financiamiento externo y del aporte de la Nación, porque es imposible la concreción solo por parte de las provincias, además, el puente sería ruta nacional y un corredor internacional.